# Laplume
Laplume ist eine französische Gemeinde mit 1.335 Einwohnern (Stand: 1. Januar 2022) im Département Lot-et-Garonne in der Region Nouvelle-Aquitaine. Die Gemeinde gehört zum Arrondissement Agen und zum Kanton L’Ouest Agenais. Die Einwohner werden Pennaviens genannt.

## Geografie
Laplume liegt etwa zwölf Kilometer südwestlich von Agen in der Bruilhois. Umgeben wird Laplume von den Nachbargemeinden Moncaut im Norden und Nordwesten, Sainte-Colombe-en-Bruilhois im Norden, Roquefort im Norden und Nordosten, Aubiac im Nordosten, Moirax im Osten und Nordosten, Marmont-Pachas im Osten und Südosten, Lamontjoie im Süden, Saint-Vincent-de-Lamontjoie im Süden und Südwesten und Saumont im Westen.
Durch die Gemeinde führt die frühere Route nationale 131 (heutige D931).

## Bevölkerungsentwicklung
| 1962                       | 1968 | 1975 | 1982 | 1990 | 1999 | 2006 | 2018 |
| -------------------------- | ---- | ---- | ---- | ---- | ---- | ---- | ---- |
| 1248                       | 1078 | 1101 | 1081 | 1042 | 1205 | 1327 | 1354 |
| Quellen: Cassini und INSEE |      |      |      |      |      |      |      |

## Sehenswürdigkeiten
- Kirche Saint-Barthélemy, 1511 bis 1525 erbaut, seit 2006 Monument historique
- Kirche Saint-Pierre in Cazoux, im 12. Jahrhundert erbaut, Umbauten aus dem 15. Jahrhundert, seit 1925 Monument historique
- drei Waschhäuser
- frühere Ortsbefestigung

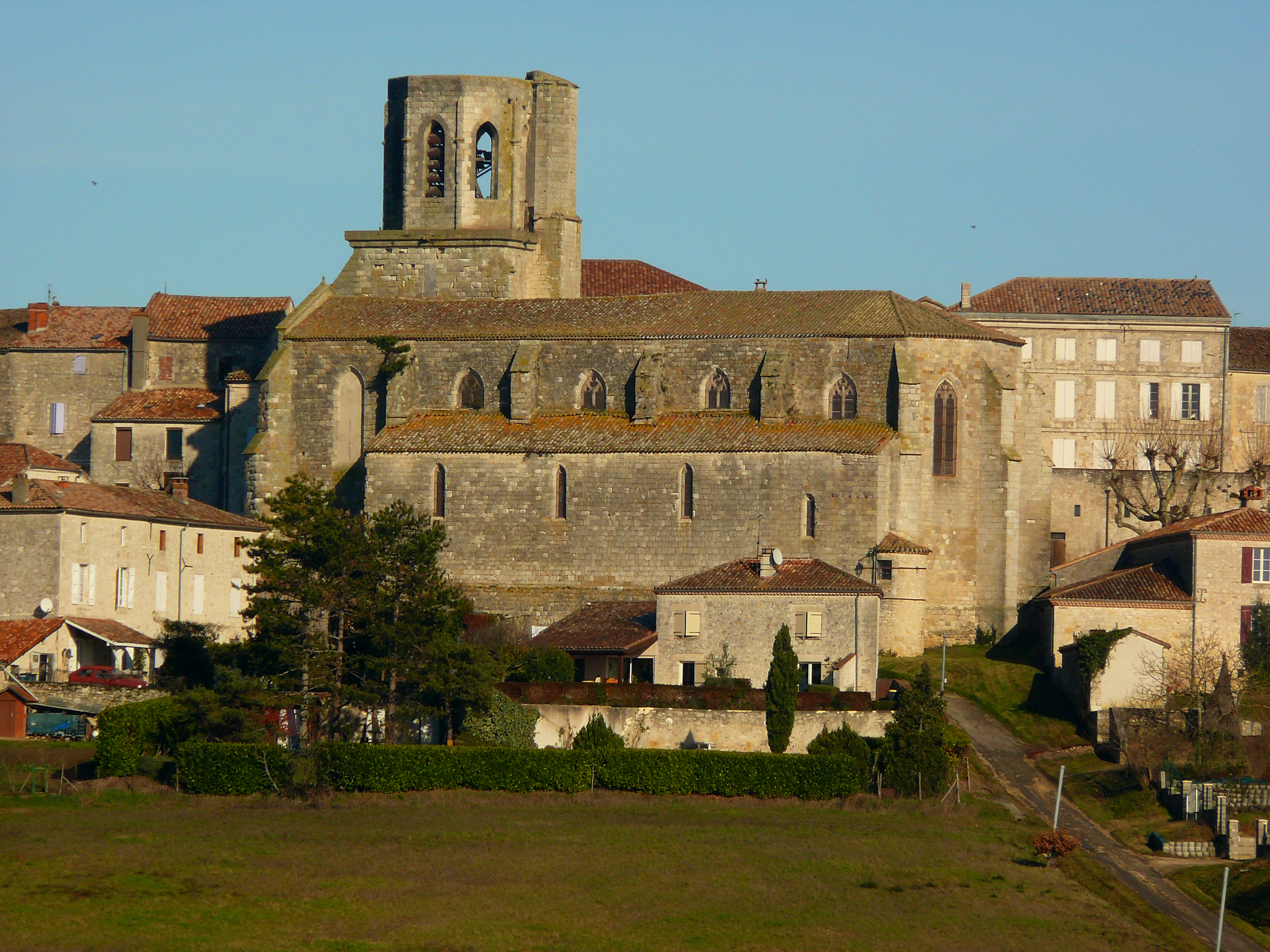
Kirche Saint-Barthélemy
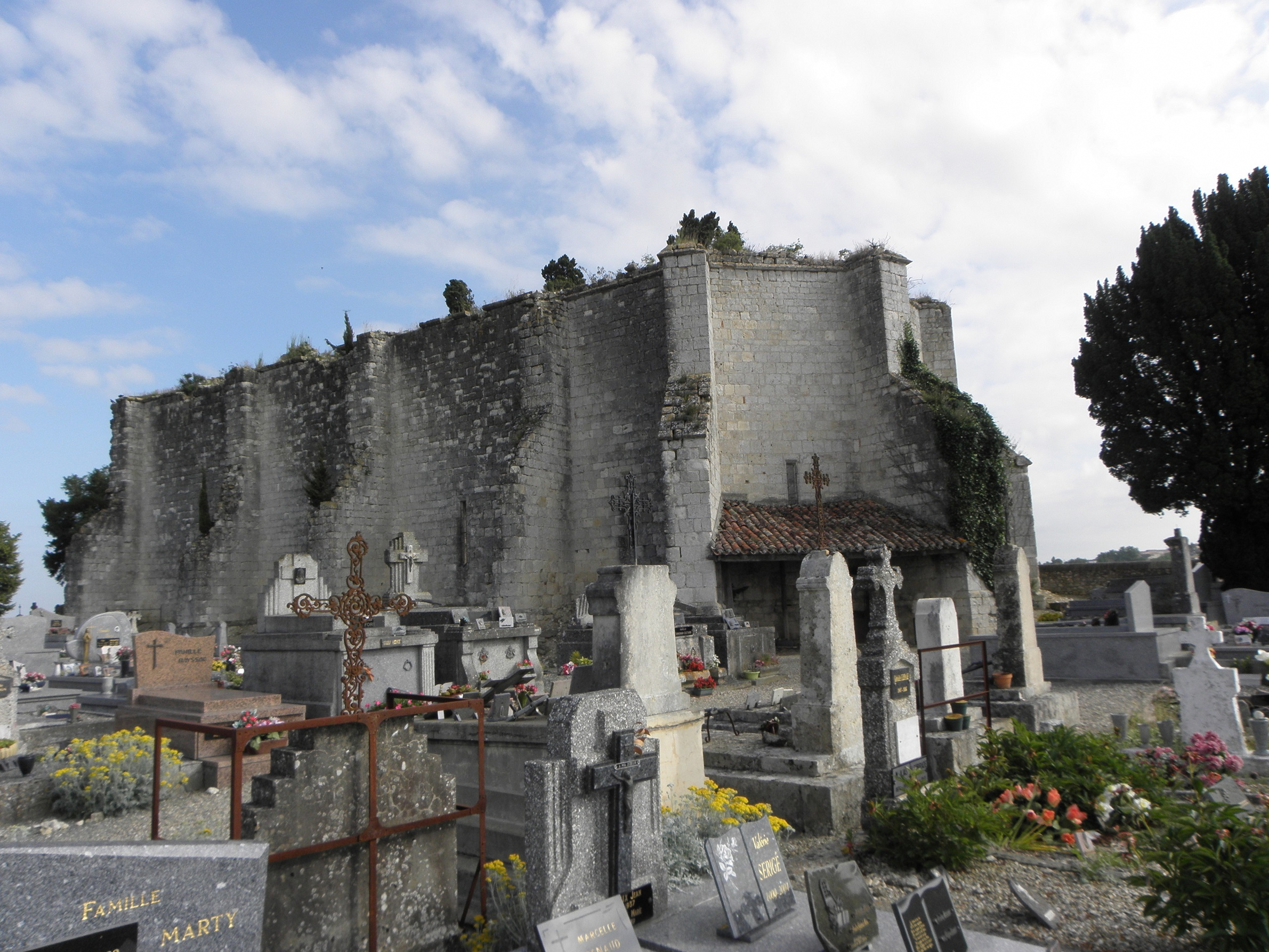
Kirche Saint-Pierre